# تنگه قزاقستان
تنگه یکای پول قزاقستان است. هر تنگه به یکای کوچک‌تری به نام تیین تقسیم می‌شود. کد ایزو ۴۲۱۷ این یکای پول KZT با کد ۹۸ است.

نشان تنگه

تنگه قزاقستان برای سه سال پیاپی به عنوان زیباترین اسکناس جهان انتخاب شده بود.

## تاریخچه
نورسلطان نظربایف، رییس‌جمهور قزاقستان در تاریخ ۱۲ نوامبر ۱۹۹۳ تنگه را به عنوان یکای پول ملی قزاقستان معرفی کرد. سه روز پس از آن در ۱۵ نوامبر ۱۹۹۳ تنگه به طور رسمی با نرخ هر ۵۰۰ روبل در برابر هر تنگه جایگزین روبل شوروی شد؛ از این رو در پانزدهم نوامبر همه‌ساله جشنی با عنوان روز یکای پول ملی جمهوری قزاقستان برگزار می‌شود. 
نخستین اسکناس‌ها در بریتانیا چاپ و نخستین سکه‌ها در آلمان ضرب شد. سرانجام در سال ۱۹۹۵ کارخانه‌ای برای چاپ و ضرب اسکناس و سکه در قزاقستان تأسیس شد.
در سال ۲۰۱۸ نورسلطان نظربایف با طرحی مبنی بر حذف زبان روسی از سکه‌ها و اسکناس‌های تنگه موافقت کرد.

## سکه‌ها

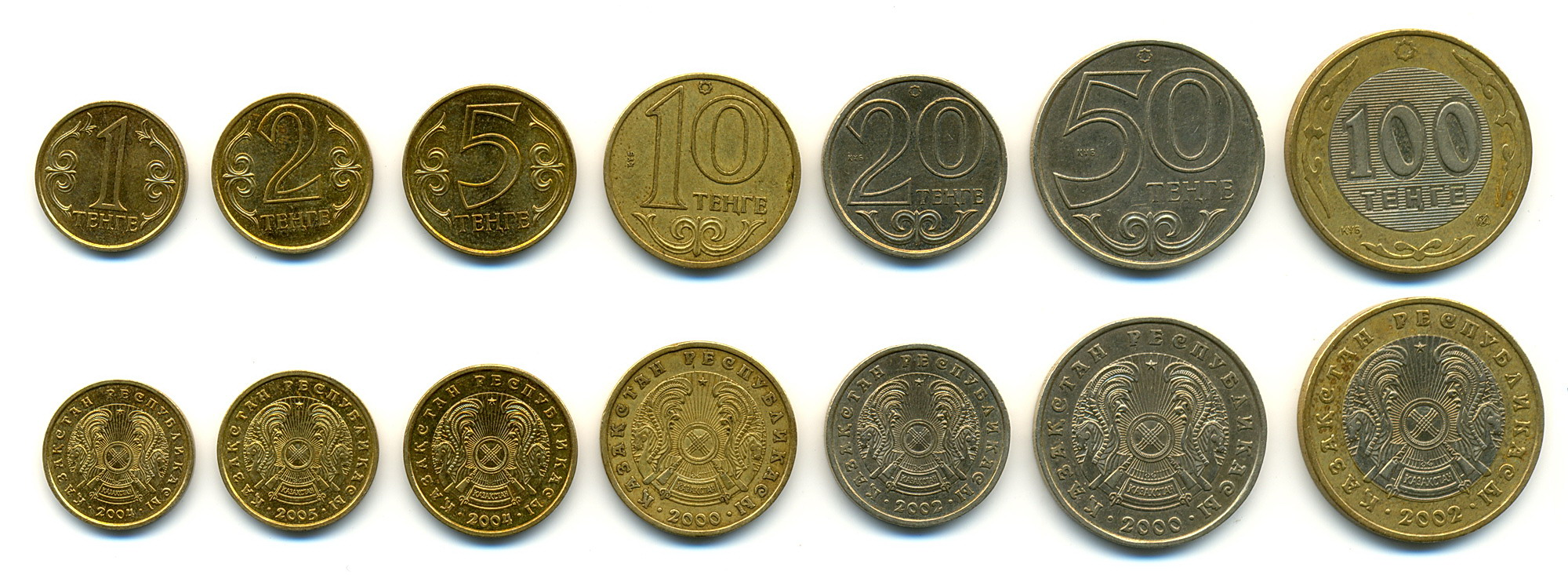
سکه‌های تنگه

## اسکناس‌ها

### سری ۱۹۹۳
| سری ۱۹۹۳ | سری ۱۹۹۳ | سری ۱۹۹۳ | سری ۱۹۹۳      | سری ۱۹۹۳        | سری ۱۹۹۳                                         | سری ۱۹۹۳                                                   | سری ۱۹۹۳ | سری ۱۹۹۳  |
| نگاره    | نگاره    | بها      | رنگ           | رنگ             | شرح                                              | شرح                                                        | تاریخ    | تاریخ     |
| رو       | پشت      | بها      | رو            | پشت             | رو                                               | پشت                                                        | آغاز چاپ | پایان چاپ |
| -------- | -------- | -------- | ------------- | --------------- | ------------------------------------------------ | ---------------------------------------------------------- | -------- | --------- |
|          |          | ۱ تین    | سبز           | سبز             | بها به رقم و حرف به همراه طراحی هندسی در پس‌زمینه | بها به رقم و حرف، نشان ملی به همراه طراحی هندسی در پس‌زمینه | ۱۹۹۳     | ۲۰۰۱      |
|          |          | ۲ تین    | آبی روشن      | آبی روشن        | بها به رقم و حرف به همراه طراحی هندسی در پس‌زمینه | بها به رقم و حرف، نشان ملی به همراه طراحی هندسی در پس‌زمینه | ۱۹۹۳     | ۲۰۰۱      |
|          |          | ۵ تین    | صورتی         | صورتی           | بها به رقم و حرف به همراه طراحی هندسی در پس‌زمینه | بها به رقم و حرف، نشان ملی به همراه طراحی هندسی در پس‌زمینه | ۱۹۹۳     | ۲۰۰۱      |
|          |          | ۱۰ تین   | قرمز          | قرمز            | بها به رقم و حرف به همراه طراحی هندسی در پس‌زمینه | بها به رقم و حرف، نشان ملی به همراه طراحی هندسی در پس‌زمینه | ۱۹۹۳     | ۲۰۰۱      |
|          |          | ۲۰ تین   | آبی و خاکستری | آبی             | بها به رقم و حرف به همراه طراحی هندسی در پس‌زمینه | بها به رقم و حرف، نشان ملی به همراه طراحی هندسی در پس‌زمینه | ۱۹۹۳     | ۲۰۰۱      |
|          |          | ۵۰ تین   | قهوه‌ای و زرد  | قهوه‌ای          | بها به رقم و حرف به همراه طراحی هندسی در پس‌زمینه | بها به رقم و حرف، نشان ملی به همراه طراحی هندسی در پس‌زمینه | ۱۹۹۳     | ۲۰۰۱      |
|          |          | T ۱      | آبی           | آبی روشن        | فارابی                                           | سازه‌های هندسی و فرمول‌های فارابی                            | ۱۹۹۳     | ۲۰۱۲–۲۰۱۸ |
|          |          | T ۲      | سبز           | سبز مایل به آبی | سویینبای آرونالی                                 | چشم‌انداز آلاتو                                             | ۱۹۹۳     | ۲۰۱۲–۲۰۱۸ |
|          |          | T ۵      | قهوه‌ای        | زرد و نارنجی    | کورمانگازی                                       | آرامگاه کورمانگازی                                         | ۱۹۹۳     | ۲۰۱۲–۲۰۱۸ |
|          |          | T ۱۰     | سبز           | سبز روشن        | چوکان ولی‌خان‌اف                                   | کوه‌های اوک‌ژپتس                                             | ۱۹۹۳     | ۲۰۱۲–۲۰۱۸ |
|          |          | T ۲۰     | قهوه‌ای        | قهوه‌ای روشن     | ابای کونانبایف                                   | طرح عقابی طلایی با مرد، از کارهای ابای کونانبایف           | ۱۹۹۳     | ۲۰۱۲–۲۰۱۸ |
|          |          | T ۵۰     | قرمز کم‌رنگ    | قرمز روشن       | ابوالخیرخان                                      | سنگ‌نگاره‌های مین‌قشلاق                                       | ۱۹۹۳     | ۲۰۱۲–۲۰۱۸ |
|          |          | T ۱۰۰    | بنفش          | صورتی           | آبیلای‌خان                                        | آرامگاه خواجه احمد یسوی                                    | ۱۹۹۳     | ۲۰۱۲–۲۰۱۸ |
|          |          | T ۲۰۰    | قهوه‌ای و قرمز | زرد و آبی       | فارابی                                           | آرامگاه خواجه احمد یسوی                                    | ۱۹۹۴     | ۲۰۱۲–۲۰۱۸ |
|          |          | T ۵۰۰    | نیلی و آبی    | بنفش و آبی      | فارابی                                           | آرامگاه خواجه احمد یسوی                                    | ۱۹۹۴     | ۲۰۱۲–۲۰۱۸ |
|          |          | T ۱,۰۰۰  | سبز و قرمز    | سبز، آبی و قرمز | فارابی                                           | آرامگاه خواجه احمد یسوی                                    | ۱۹۹۴     | ۲۰۱۲–۲۰۱۸ |
|          |          | T ۲,۰۰۰  | سبز و آبی     | سبز و قهوه‌ای    | فارابی                                           | آرامگاه خواجه احمد یسوی                                    | ۱۹۹۶     | ۲۰۱۲–۲۰۱۸ |
|          |          | T ۵,۰۰۰  | قهوه‌ای و بنفش | قهوه‌ای          | فارابی                                           | آرامگاه خواجه احمد یسوی                                    | ۱۹۹۸     | ۲۰۱۲–۲۰۱۸ |
|          |          | T ۱۰,۰۰۰ | آبی           | آبی و قهوه‌ای    | فارابی                                           | پلنگ برفی با پس‌زمینه کوهستان                               | ۲۰۰۳     | ۲۰۱۲–۲۰۱۸ |

### سری ۲۰۰۶
| سری ۲۰۰۶ | سری ۲۰۰۶ | سری ۲۰۰۶ | سری ۲۰۰۶ | سری ۲۰۰۶ | سری ۲۰۰۶ | سری ۲۰۰۶               |
| نگاره    | نگاره    | بها      | رنگ      | شرح | شرح | تاریخ آغاز و پایان چاپ |
| رو       | پشت      | بها      | رنگ      | رو | پشت | تاریخ آغاز و پایان چاپ |
| -------- | -------- | -------- | -------- | --- | --- | ---------------------- |
|          |          | ₸۲۰۰     | نارنجی   | یادمان بایترک نورسلطان، پرچم قزاقستان، نشان ملی قزاقستان، امضای رییس‌جمهور نورسلطان نظربایف، بیت‌هایی از سرود ملی قزاقستان، بها به رقم و الفبای قزاق، بانک چاپ کننده به الفبای قزاق، اخطاری به زبان قزاقی مبنا بر اینکه جعل اسکناس خلاف قانون است | وزارت ترابری و ارتباطات و پلنگی برفی بر روی پل رود ایشیم، نقشه قزاقستان به همراه وزارت دفاع و نشانش در پس‌زمینه، بها به زبان روسی، بانک چاپ کننده به زبان قزاقی، نشان بانک چاپ کننده، اخطاری به زبان روسی مبنا بر اینکه جعل اسکناس خلاف قانون است | ۲۰۰۶-۲۰۱۶              |
|          |          | ₸۵۰۰     | آبی      | یادمان بایترک نورسلطان، پرچم قزاقستان، نشان ملی قزاقستان، امضای رییس‌جمهور نورسلطان نظربایف، بیت‌هایی از سرود ملی قزاقستان، بها به رقم و الفبای قزاق، بانک چاپ کننده به الفبای قزاق، اخطاری به زبان قزاقی مبنا بر اینکه جعل اسکناس خلاف قانون است | وزارت دارایی و ساختمان شهرداری آستانه، نقشه قزاقستان به همراه مرغ‌های دریایی بر فراز دریا در پس‌زمینه، بها به زبان روسی، بانک چاپ کننده به زبان قزاقی، نشان بانک چاپ کننده، اخطاری به زبان روسی مبنا بر اینکه جعل اسکناس خلاف قانون است            | ۲۰۰۶-۲۰۱۶              |
|          |          | ₸۱,۰۰۰   | قهوه‌ای   | یادمان بایترک نورسلطان، پرچم قزاقستان، نشان ملی قزاقستان، امضای رییس‌جمهور نورسلطان نظربایف، بیت‌هایی از سرود ملی قزاقستان، بها به رقم و الفبای قزاق، بانک چاپ کننده به الفبای قزاق، اخطاری به زبان قزاقی مبنا بر اینکه جعل اسکناس خلاف قانون است | فرهنگسرای ریاست‌جمهوری، نقشه قزاقستان به همراه کوهستان در پس‌زمینه، بها به زبان روسی، بانک چاپ کننده به زبان قزاقی، نشان بانک چاپ کننده، اخطاری به زبان روسی مبنا بر اینکه جعل اسکناس خلاف قانون است                                               | ۲۰۰۶-۲۰۱۶              |
|          |          | ₸۲,۰۰۰   | سبز      | یادمان بایترک نورسلطان، پرچم قزاقستان، نشان ملی قزاقستان، امضای رییس‌جمهور نورسلطان نظربایف، بیت‌هایی از سرود ملی قزاقستان، بها به رقم و الفبای قزاق، بانک چاپ کننده به الفبای قزاق، اخطاری به زبان قزاقی مبنا بر اینکه جعل اسکناس خلاف قانون است | خانه اپرای ابای، نقشه قزاقستان به همراه دریاچه‌ای کوهستانی در پس‌زمینه، بها به زبان روسی، بانک چاپ کننده به زبان قزاقی، نشان بانک چاپ کننده، اخطاری به زبان روسی مبنا بر اینکه جعل اسکناس خلاف قانون است                                           | ۲۰۰۶-۲۰۱۶              |
|          |          | ₸۵,۰۰۰   | قرمز     | یادمان بایترک نورسلطان، پرچم قزاقستان، نشان ملی قزاقستان، امضای رییس‌جمهور نورسلطان نظربایف، بیت‌هایی از سرود ملی قزاقستان، بها به رقم و الفبای قزاق، بانک چاپ کننده به الفبای قزاق، اخطاری به زبان قزاقی مبنا بر اینکه جعل اسکناس خلاف قانون است | یادمان آزادی و هتل قزاقستان، نقشه قزاقستان به همراه کوهستان در پس‌زمینه، بها به زبان روسی، بانک چاپ کننده به زبان قزاقی، نشان بانک چاپ کننده، اخطاری به زبان روسی مبنا بر اینکه جعل اسکناس خلاف قانون است                                         | ۲۰۰۶-۲۰۱۶              |
|          |          | ₸۱۰,۰۰۰  | ارغوانی  | یادمان بایترک نورسلطان، پرچم قزاقستان، نشان ملی قزاقستان، امضای رییس‌جمهور نورسلطان نظربایف، بیت‌هایی از سرود ملی قزاقستان، بها به رقم و الفبای قزاق، بانک چاپ کننده به الفبای قزاق، اخطاری به زبان قزاقی مبنا بر اینکه جعل اسکناس خلاف قانون است | کاخ ریاست‌جمهوری، نقشه قزاقستان به همراه چند ژرف‌دره در پس‌زمینه، بها به زبان روسی، بانک چاپ کننده به زبان قزاقی، نشان بانک چاپ کننده، اخطاری به زبان روسی مبنا بر اینکه جعل اسکناس خلاف قانون است                                                  | ۲۰۰۶-۲۰۱۶              |

### سری ۲۰۱۱-۲۰۱۷
| سری ۲۰۱۱-۲۰۱۷ | سری ۲۰۱۱-۲۰۱۷ | سری ۲۰۱۱-۲۰۱۷ | سری ۲۰۱۱-۲۰۱۷             | سری ۲۰۱۱-۲۰۱۷                                       | سری ۲۰۱۱-۲۰۱۷                                    | سری ۲۰۱۱-۲۰۱۷ |
| نگاره         | نگاره         | بها           | رنگ                       | شرح                                                 | شرح                                              | تاریخ انتشار  |
| رو            | پشت           | بها           | رنگ                       | رو                                                  | پشت                                              | تاریخ انتشار  |
| ------------- | ------------- | ------------- | ------------------------- | --------------------------------------------------- | ------------------------------------------------ | ------------- |
|               |               | ₸۵۰۰          | آبی                       | پرچم و نشان ملی قزاقستان، آسمان‌خراش، یادمان استقلال | نقشه قزاقستان و مرغ‌های دریایی                    | ۲۰۱۷          |
|               |               | ₸۱,۰۰۰        | زرد، قهوه‌ای، نارنجی و آبی | پرچم و نشان ملی قزاقستان، آسمان‌خراش، یادمان استقلال | نقشه قزاقستان، کوهستان و نمای فلات اوست‌یورت      | ۲۰۱۴          |
|               |               | ₸۲,۰۰۰        | سبز                       | پرچم و نشان ملی قزاقستان، آسمان‌خراش، یادمان استقلال | نقشه قزاقستان و رود ایرتیش                       | ۲۰۱۲          |
|               |               | ₸۵,۰۰۰        | قرمز، آبی، زرد و سبز      | پرچم و نشان ملی قزاقستان، آسمان‌خراش، یادمان استقلال | نقشه قزاقستان، یادمان استقلال، هتل قزاقستان، کوه | ۲۰۱۱          |
|               |               | ₸۱۰,۰۰۰       | ارغوانی و آبی             | پرچم و نشان ملی قزاقستان، آسمان‌خراش، یادمان استقلال | نقشه قزاقستان و کاخ ریاست‌جمهوری                  | ۲۰۱۲          |
|               |               | ₸۲۰,۰۰۰       | خاکستری و ارغوانی         | پرچم و نشان ملی قزاقستان، آسمان‌خراش، یادمان استقلال | کاخ ریاست‌جمهوری و نمای آستانه                    | ۲۰۱۵          |

### اسکناس‌های یادبود
| نگاره | نگاره | بها     | سال انتشار | شرح                                                                                               |
| رو    | پشت   | بها     | سال انتشار | شرح                                                                                               |
| ----- | ----- | ------- | ---------- | ------------------------------------------------------------------------------------------------- |
|       |       | ₸۵,۰۰۰  | ۲۰۰۱       | دهمین سالگرد استقلال از شوروی با چهره‌نمای فارابی                                                  |
|       |       | ₸۵,۰۰۰  | ۲۰۰۸       | پانزدهمین سالگرد تنگه                                                                             |
|       |       | ₸۱,۰۰۰  | ۲۰۱۰       | برگزاری نشست سازمان امنیت و همکاری اروپا در قزاقستان                                              |
|       |       | ₸۱,۰۰۰  | ۲۰۱۱       | ریاست قزاقستان در سازمان همکاری اسلامی                                                            |
|       |       | ₸۲,۰۰۰  | ۲۰۱۱       | برگزاری بازی‌های آسیایی زمستانی به میزبانی آستانه                                                  |
|       |       | ₸۱۰,۰۰۰ | ۲۰۱۱       | بیستمین سالگرد استقلال از شوروی                                                                   |
|       |       | ₸۱,۰۰۰  | ۲۰۱۳       | سنگ‌نبشته کول‌تکین                                                                                  |
|       |       | ₸۱۰,۰۰۰ | ۲۰۱۶       | بیست و پنجمین سالگرد استقلال از شوروی با چهره‌نمای نورسلطان نظربایف به مناسبت روز نخستین رییس‌جمهور |